# 茨城運輸支局
茨城運輸支局（いばらきうんゆしきょく）は国土交通省の地方支分部局である運輸支局のひとつ。関東運輸局の下部組織。陸運部門・海事部門とも同一庁舎内にある。別に出先機関として自動車検査登録事務所と海事事務所をそれぞれ持つ。

## 所在地
- 茨城運輸支局：茨城県水戸市住吉町353
- 土浦自動車検査登録事務所：茨城県土浦市卸町2丁目1-3
- 鹿島海事事務所：茨城県神栖市東深芝9 鹿島港湾合同庁舎

## 管轄区域
- 茨城運輸支局：茨城県中部（県央）・北部（県北）・東部（鹿行）（水戸市・日立市・常陸太田市・高萩市・北茨城市・笠間市・ひたちなか市・鹿嶋市・潮来市・常陸大宮市・那珂市・神栖市・行方市・鉾田市・小美玉市・東茨城郡・那珂郡・久慈郡）
  - 現在ここで交付されるナンバープレートは「水戸」ナンバーになるが、土浦自動車検査登録事務所設置前は茨城県全域を対象に「茨」「茨城」ナンバーを交付していた。
- 土浦自動車検査登録事務所：茨城県南部（県南）・西部（県西）（土浦市、石岡市、稲敷市、牛久市、かすみがうら市、取手市、龍ケ崎市、つくば市、守谷市、つくばみらい市、古河市、桜川市、下妻市、常総市、筑西市、坂東市、結城市、稲敷郡、北相馬郡、猿島郡、結城郡）
  - 現在ここで交付されるナンバープレートは「土浦」ナンバーになるが、つくば市、守谷市、つくばみらい市、古河市、桜川市、下妻市、常総市、筑西市、坂東市、結城市、猿島郡、結城郡は「つくば」のご当地ナンバーとなる。
- 鹿島海事事務所：茨城県東部の大部分（鹿嶋市・神栖市・潮来市・行方市。鹿行地域）、南部の一部（稲敷市）、千葉県東部の一部（銚子市、旭市、匝瑳市、香取市、香取郡東庄町）